# TBM (企業)
株式会社TBM（ティービーエム）は、石灰石を原料にプラスチックや紙の代替となる素材「LIMEX」や再生素材「CirculeX」、資源循環ビジネスを展開するスタートアップ。本社を東京都千代田区に置く。
いわゆるユニコーン企業の一社である。

## 沿革
- 2011年8月 - 会社設立[9]
- 2014年
  - 1月 - 自社開発による新素材「LIMEX」に関する特許が承認[10]
  - 2月 - 宮城県庁にてLIMEXを製造する国内第一プラント（宮城県白石市）立地協定式[11][12][13][14][15][16]
- 2015年
  - 2月 - 宮城県白石市に、LIMEXを製造する国内第一プラントが完成[17][18]
  - 12月 - 宮城県多賀城市役所にてLIMEXを製造する国内第二量産プラント（宮城県多賀城市）立地協定締結式[19]
- 2016年
  - 2月 - スイスUBSグループによるビジネスマッチングを通じて総額15億円の資金調達を実施[20]
  - 6月 - 国立大学法人東京大学生産技術研究所沖研究室と、製品ライフサイクル全体における環境負荷を定量的に評価する手法LCAを用いて、環境影響評価を行う共同研究を開始[21]
  - 11月 - 凸版印刷との間で、新素材LIMEXの活用で共同開発を進めることで基本合意[22][23][24]
- 2017年
  - 3月 - ラクスルと協業し、同社サイトでLIMEX製品を販売開始[25][26]
  - 3月 - 日揮と組み、サウジアラビア国家産業クラスター開発計画庁との間でサウジアラビアでのLIMEXの開発及び製造活動に向けて基本合意[27][28]
  - 4月 - スティービー・アジア・パシフィック賞「新製品・製品管理」「企業/団体」の金賞をダブル受賞[29]
  - 7月 - 第7回日米イノベーションアワード「イノベーション・ショーケース」を受賞[30][31]
  - 7月 - 横浜青年会議所と基本合意を締結。LIMEXを用いた循環型社会課題解決プログラム「AQUACTION!」を始動[32][33]
  - 8月 - LIMEXが「東京都トライアル発注認定商品」として認定[32]
  - 11月 - 2017年度 グッドデザイン賞「グッドデザイン・ベスト100、 特別賞［ものづくり］」を受賞[34][35]
  - 11月 - リコーと連携して提供開始[36][37]
- 2018年
  - 3月 - 日本ブラインドサッカー協会と、 新素材LIMEXシートのアップサイクルを実施[38]。大会期間中、会場にはLIMEXシートを使用した横断幕が観客席に掲げられたほか、アップサイクルで製品化されるオフィシャルグッズのサンプル展示が行われた。
  - 5月 -
    - レッド・ドット・デザイン賞を受賞[39]
    - Brussels SDG Summit 2018のパートナーに認定[40]

  - 8月 -
    - 鯖江市および慶応義塾大学大学院とSDGsへの貢献を目指す相互連携協定を締結[41]
    - 8月 - グローバル展開の加速に向けて、ディップ、伊藤忠商事から資金調達を実施[42]

  - 12月
    - 気候変動イニシアティブへ参加[43]
    - 高機能なバイオプラスチックの改質剤PLAXを開発するBioworks株式会社をグループ会社化[44]
    - COP24にてLIMEX製のレジ袋、ゴミ袋、ショッパーを発表[45]
    - 神奈川県とSDGsへの貢献を目指し、LIMEXのアップサイクルを通じた循環型のまちづくりを推進[46]
- 2019年
  - 2月 - 総額15.5億円の資金調達を実施[47]
  - 3月 -
    - JR東日本スタートアッププログラムの一員として、第1回 日本オープンイノベーション大賞 経済産業大臣賞を受賞[48]
    - 「ICI INNOVATION AWARDS」最優秀賞を受賞[49]

  - 5月 - かながわアップサイクルコンソーシアムを発足[50]
  - 6月 -
    - 第18回 グリーン・サステイナブル ケミストリー賞 ベンチャー企業賞を受賞[51]
    - G20イノベーション展にて100％非石油由来のLIMEX Bagを発表[52]

  - 8月 - グローバル展開のモデルとなる「多賀城工場」を着工[53]
  - 9月 -
    - 三菱鉛筆とプラスチック代替となる 新素材LIMEXのボールペン「uni LIMEX」を発表[54]
    - Limex Mongolia LLC、モンゴル国家開発庁と基本合意締結[55]
    - 神奈川県葉山町と環境配慮型の素材活用に向けた包括連携協定を締結[56]

  - 10月 -
    - ベガルタ仙台の「CSRパートナー」に認定[57]
    - 石井食品と環境負荷軽減に向けた基本合意[58]
    - サウジ基礎産業公社（SABIC）と基本合意を締結し、「NUSANED」プログラムへ参加[59]

  - 11月 -
    - Yuzi社、伊藤忠商事、XinJin社との中国・河南省でのLIMEX事業に関する基本合意締結[60]
    - EY アントレプレナー・オブ・ザ・イヤー 2019 ジャパンExceptional Growth 部門 「大賞」を受賞[61]

- 2020年
  - 2月 -
    - 日本弁理士会主催「第6回知的財産活用表彰」知的財産活用奨励賞を受賞[62]
    - ダイセルと「海洋生分解性LIMEX（仮称）」の開発を開始[63]

  - 7月 - 再生材料を50%以上含む資源循環を促進する新素材「CirculeX」を発表[64]
  - 8月 - 100%再生可能エネルギーの電力をLIMEXの生産拠点に導入[65]
  - 11月 -
    - 無機物を主原料とする複合素材の普及拡大を目指す、「無機・有機複合マテリアル協会（ICMA）」を設立[66]
    - 素材をテーマにしたECサイト「ZAIMA」によるマーケットプレイス事業を開始[67]
    - 企業成長に向けてCI（コーポレート・アイデンティティ）を刷新[68]
- 2021年
  - 2月 - 多賀城工場が竣工（宮城県多賀城市）[2]
  - 4月 -
    - シンジケートローン及び資本性ローンの協調融資により総額36.2億円の長期融資契約を締結[69]
    - 東京建物、ブリヂストン、神奈川県葉山町と連携し、プラスチック資源循環に向けて、オフィスや一般家庭から排出される廃プラスチックのマテリアルリサイクルを推進[70]
    - 京都府京丹後市と経済・社会・環境が好循環する持続可能なまちづくりとSDGsに貢献する包括連携協定を締結[71]

  - 6月 - 武蔵塗料グループと連携し、 バイオ塗料を活用したLIMEX、CirculeX製品の用途開発を推進[72]
  - 7月 -
    - 韓国のSKグループと135億円の資本業務提携を合意[73]
    - 経団連に入会[74]

  - 8月 - 横須賀市にてLIMEXとプラスチックを自動選別・再生する国内最大級のリサイクルプラントのプロジェクトを始動[75]
  - 11月 - ベトナムに東南アジア初の現地法人「TBM VN Co., Ltd」を設立[76]
  - 12月 - インドネシアの化粧品容器成形メーカー最大手のPT. Kemas Indah Majuと、LIMEX Pellet（射出成形グレード）の販売契約を締結[77]
- 2022年
  - 1月 -
    - 自社製造拠点で使用する電力を100%再生可能エネルギーへ転換[78]
    - 持続可能な価値創造プロセスを表現した「Vision Book」を公開[79]
    - 「LIMEX Sheet」80μmを、多賀城工場の量産品として販売開始[80]

  - 2月 -
    - LIMEX及びプラスチックの資源循環の促進に向け、資源リサイクル大手のエンビプロ・ホールディングスと業務提携[81]
    - CO2を含む温室効果ガス排出量を可視化するクラウドサービス「ScopeX」を発表[82]

  - 3月 -
    - 温室効果ガス削減に対する「科学的根拠に基づく目標（SBT）」認定を取得し、Amazon.comとGlobal Optimismが共同で立ち上げた「The Climate Pledge」に署名[83]
    - CirculeX製の「ごみからよみがえるごみぶくろ」を全国のローソンで販売開始[84]
    - 使用済みLIMEX製品やプラスチック製品の資源循環をコーディネートするサービス「MaaR」を発表[85]

  - 4月 -
    - 西日本オフィスを開設[86]
    - 再生プラスチックを活用したCirculeX製の傘「サステナブレラ」を発表[87]

  - 7月 -
    - Jリーグ・ベガルタ仙台と循環型イノベーションの連携・協力に関する協定を締結[88]
    - コーポレートムービー「TBM MOVIE」を公開[89]

  - 11月 - LIMEXとプラスチックを自動選別・再生する「横須賀工場」が竣工[90]
  - 12月 - 横須賀市と連携し「プラ新法」における大臣認定を取得[91]
- 2023年
  - 1月 - 素材開発におけるMI活用に向けた取組を開始[92]
  - 3月 - LVMH傘下のKENDOが展開する化粧品容器に石灰石を主原料とする「LIMEX Pellet（射出成形グレード）」が採用[93]
  - 4月 - セブン&アイ・フードシステムズと連携し、デニーズ全店で使用・回収されたLIMEX製メニュー表をリサイクルトレーとして再製品化[94]
  - 6月 - 大阪・関西万博の「TEAM EXPO 2025」プログラム/共創パートナーに登録[95]
  - 10月 -
    - 経済産業省が運営するインパクトスタートアップ 育成支援プログラム「 J-Startup Impact 」に選定[96]
    - 「一般社団法人 資源循環推進協議会」を発足[97]
- 2024年
  - 1月 -
    - ダボス会議にてカーボンリサイクル技術による低炭素素材「次世代LIMEX」を発表[98]
    - デジタルプロダクトパスポートに適応した再生材調達を支援するプラットフォーム「Maar 再生材調達」の提供を開始[99]

  - 3月 - 中小機構の「革新的技術研究成果活用事業円滑化債務保証制度」を活用した総額20億円のローン契約をみずほ銀行と締結[100]

## 受賞歴
- 2015年、Job Creation 2015「特別賞」受賞[101]
- 2016年、Japan Venture Awards 2016「東日本大震災復興賞」受賞[102]
- 2016年、Plug and Play2016「世の中に最も社会的影響を与える企業-ソーシャルインパクトアワード」受賞[103][104]
- 2017年、第4回スティービー・アジア・パシフィック賞「新製品＆製品管理」、「企業/団体」両カテゴリーでゴールド賞（金賞）[29]
- 2017年、第7回日米イノベーションアワード「イノベーション・ショーケース」受賞[105]
- 2017年、2017年度 グッドデザイン賞「グッドデザイン・ベスト100、特別賞［ものづくり］」受賞[106]
- 2017年、COOL JAPAN AWARD 「COOL JAPAN AWARD 2017」 受賞[107]
- 2018年、レッド・ドット・デザイン賞 プロダクト・デザイン 2018 を受賞[108]
- 2018年、Mizuho Innovation Awardを受賞[109]
- 2018年、世界発信コンペティション 製品・技術(ベンチャー技術)部門、「優秀賞」を受賞[110]
- 2019年、第1回 日本オープンイノベーション大賞 経済産業大臣賞を受賞[111]
- 2019年、ICI INNOVATION AWARDS 最優秀賞を受賞[112]
- 2019年、第18回 グリーン・サステイナブル ケミストリー賞 ベンチャー企業賞を受賞[113]
- 2019年、ニッポン新事業創出大賞 グローバル部門 最優秀賞（経済産業大臣賞）を受賞[114]
- 2019年、EY アントレプレナー・オブ・ザ・イヤー 2019 ジャパン　Exceptional Growth 部門、「大賞」を受賞[115]
- 2020年、2020年度グッドデザイン賞「グッドデザイン・ベスト100」を受賞[116]
- 2021年、Design Intelligence Award 2021 TOP 100に選出[117]
- 2021年、経済産業省スタートアップ支援プログラム「J-Startup」「J-Startup」企業に選定[118]
- 2021年、D&I Award ベストワークプレイス認定を獲得[119]
- 2021年、「PRIDE指標」においてシルバー認定を獲得[120]
- 2021年、一般財団法人エン人材教育財団が主催する「CSA賞〜20代に薦めたい「次世代型人材」創出企業〜」を受賞[121]
- 2022年、知財活用ベンチャーとして「知財功労賞 経済産業大臣表彰」を受賞[122]
- 2022年、「2022年度ロジスティクス大賞 特別賞」を受賞[123]
- 2023年、デロイト トーマツ、テクノロジー企業成長率ランキング「Technology Fast 50 2022 Japan」3位[124]
- 2024年、「東京金融賞 2023」ESG 投資部門を受賞[125]

## テレビ番組
- 日経スペシャル カンブリア宮殿 10年で世の中は変えられる！ 素材に革命を起こす若きサムライたち（2016年8月4日、テレビ東京）[126]